# Блог-література
Блог-література — художні твори, які пишуться в форматі блога, різновид мережевої літератури.
Блог-література може писатися як одною людиною, так і бути колективною творчістю, коли для написання художнього тексту використовується колективний щоденник (наприклад, співтовариство в Живому журналі).

## Серії мініатюр
Велику популярність практично з нуля отримали автори Живого журналу, які пишуть в жанрі казково-історичної мініатюри, —  bormor (Петро Бормор) і  polumrak. Серії останніх про деміургів були опубліковані і в паперовій формі.

## Традиційні твори як блог-література
До блог-літератури може бути віднесена традиційна авторська творчість, коли в блозі в процесі написання публікуються глави творів, які не адаптовані до формату щоденникових записів, що не володіють властивістю фрагментарності, при написанні яких ніяк не використовувався рушій блогу. Проте, процес написання такого твору є інтерактивним і подальший розвиток сюжету може залежати від коментарів, що відрізняє твір від журнальної публікації. Прикладом такого твору є «Чернетка» Сергія Лук'яненка.